# Anthemiphyllia dentata
Anthemiphyllia dentata is een rifkoralensoort uit de familie van de Anthemiphylliidae. De wetenschappelijke naam van de soort is voor het eerst geldig gepubliceerd in 1902 door Alcock.